# وزغ بیل‌پای معمولی
وزغ بیل‌پای معمولی (نام علمی: Pelobates fuscus) گونه‌ای از وزغ از خانواده وزغ بیل‌پای اروپایی است که بومی مناطقی از اروپای مرکزی تا غرب آسیا است. این جانور با نام‌های بیل‌پای معمولی، وزغ سیر و وزغ بیل‌پای معمولی اروپایی نیز شناخته می‌شود.

## ویژگی‌ها
طول بدن بیل‌پای معمولی تقریباً ۶٫۵ سانتیمتر (۲٫۶ اینچ) در نرها و ۸ سانتیمتر (۳٫۱ اینچ) در ماده‌ها است. رنگ پوست، بسته به زیستگاه، جنسیت و منطقهٔ جغرافیایی، متفاوت است اما معمولاً در سطح پشتی، خاکستری روشن تا قهوه‌ای است. پوست دارای خال‌ها و لکه‌های مختلف و تیره‌تر است که بین افراد این گونه، متفاوت است. پوست ناحیهٔ شکم، سفید است و گاهی دارای لکه‌های خاکستری است. از این جانور، نمونه‌های آلبینو نیز مشاهده شده‌است.
در گذشته، دو زیرگونه برای این جانور، به‌طور سنتی در نظر گرفته می‌شدند: Pelobates fuscus fuscus (از اروپای مرکزی) و Pelobates fuscus insubricus (از شمال ایتالیا) اما در واقع هیچ ویژگی فیزیکی یا رفتاری برای تشخیص و تمایز این زیرگونه‌های فرضی وجود ندارد. اخیراً یک مطالعه نشان داده که هیچ‌گونه تفکیک هاپلوتایپی برای جمعیت‌های شمال ایتالیا وجود ندارد.
این جانور دوزیست، برای دادن هشدار، صدای بسیار بلندی را منتشر می‌کند (صدای زنگ هشدار) و می‌تواند ترشحات آزاردهنده‌ای را ترشح کند که بوی سیر می‌دهد، از این رو، نام وزغ سیر نیز از نام‌های رایج وزغ بیل‌پای معمولی است.

## زیستگاه‌ها
نخستین یافته‌ها در مورد محل تولید مثل و نوزادان وزغ بیل‌پای معمولی در بوسنی و هرزگوین و کرواسی و در کنار رودهای مورا، دراوا و ساوا ثبت شد.